# Cadenas para la nieve

Esta señal obliga el uso de cadenas en carretera.

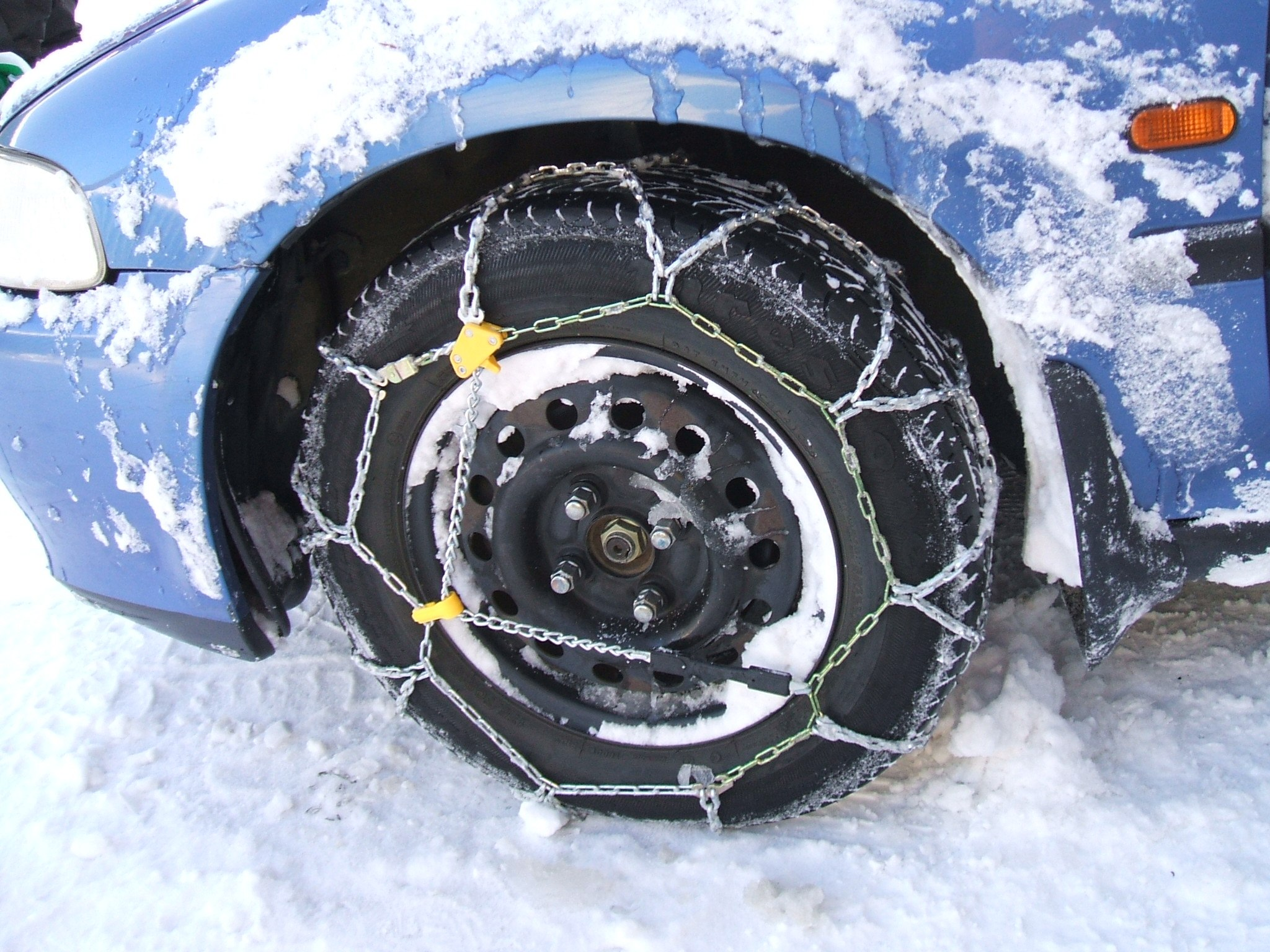
Cadenas en rombo, entregan una mayor eficacia y rendimiento.

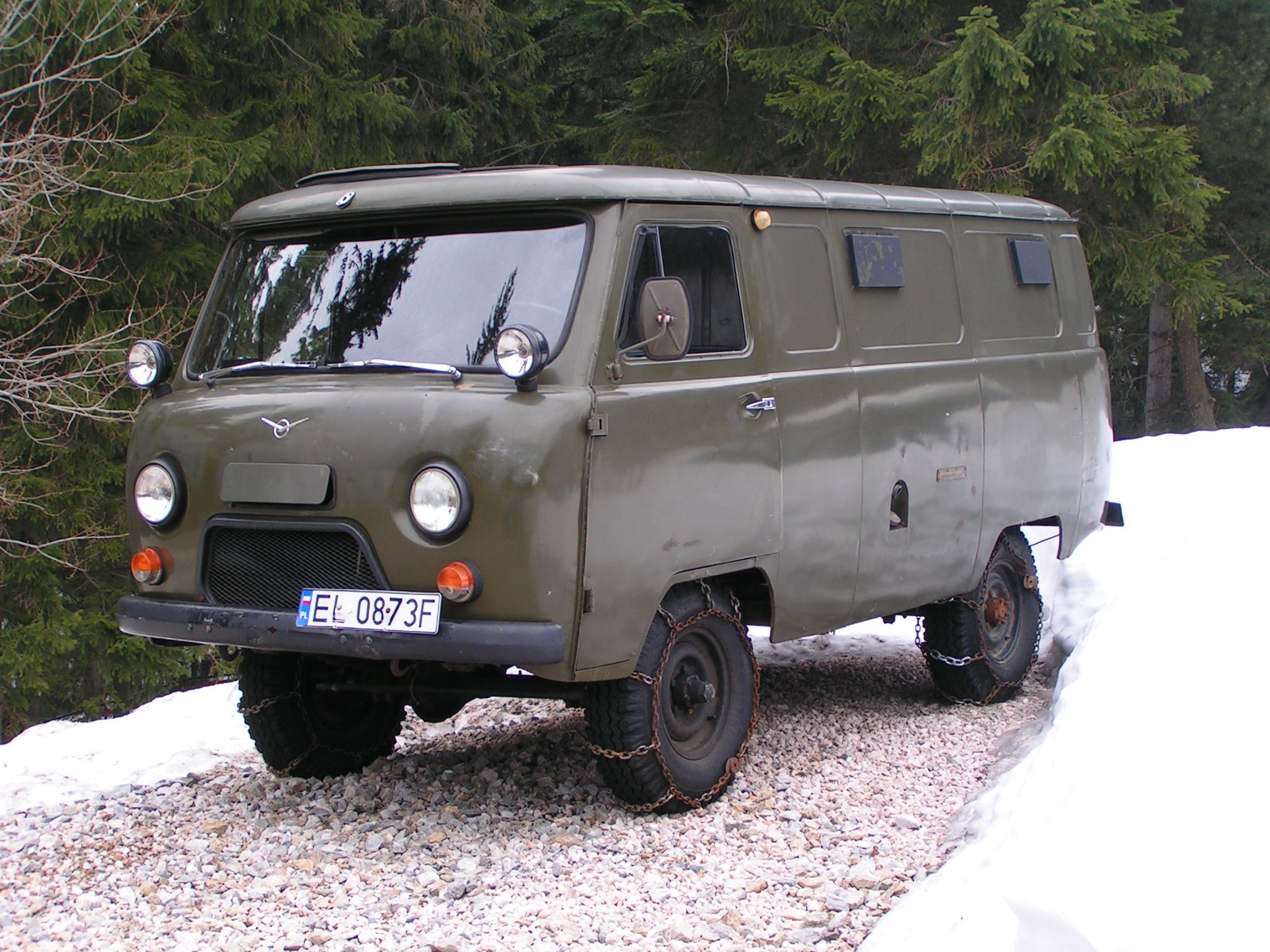
Furgón soviético equipado con cadenas en escalera.

Las cadenas para la nieve son un sistema antideslizante que se coloca en las ruedas motrices de un vehículo a motor para que estas no patinen, debido a la existencia de nieve o hielo en la carretera.
Pueden no ser cadenas metálicas propiamente dichas. Hay sistemas que van desde una pieza de plástico a una funda de tela.
Su uso limita la velocidad a 50 km/h.
La legislación española contempla los neumáticos de invierno como una alternativa válida a las cadenas de nieve:

Cuando sea obligatorio o recomendado el uso de cadenas u otros dispositivos antideslizantes autorizados se deberá, bien colocar sobre, al menos, una rueda motriz a cada lado del vehículo dichas cadenas o dispositivos antideslizantes, bien utilizar neumáticos especiales, [...]

Si los neumáticos presentasen clavos, como los usados en pavimento con hielo, éstos serán de cantos redondeados y no sobresaldrán de la superficie más de dos milímetros.

Si se utilizan neumáticos especiales de nieve, éstos irán marcados con la inscripción M + S, MS o M & S, y deberán tener una capacidad de velocidad, bien igual o superior a la velocidad máxima prevista para el vehículo, bien no inferior a 160 km/h si la velocidad máxima del vehículo es superior a esta.
Reglamento General de Vehículos, basado en el Real decreto 2822/1998 del 23 de diciembre.

## Colocación
Según la motricidad del vehículo:
- Tracción delantera: Siempre y cuando el grosor de la nieve no supere 1,5 cm, en las ruedas delanteras (si excede el grosor, obligatorio en las 4 ruedas). La mayoría de coches actuales son de tracción delantera.
- Propulsión trasera: Siempre y cuando el grosor de la nieve no supere 1 cm solo en las ruedas traseras (si excede el grosor, obligatorio en las 4 ruedas). Los coches antiguos, de altas prestaciones y vehículos de carga suelen ser de propulsión trasera.
- Tracción a las cuatro ruedas: en algunos países puede ser obligatorio el uso de las cuatro cadenas en este tipo de vehículos, en caso de avería de una de las cuatro se suelen colocar dos detrás, pero es posible hacerlo delante para mejorar en dirección. En los países en que esto no es obligatorio, se utilizan normalmente en las ruedas delanteras para mejorar el control de dirección.

Sea cual sea el tipo de automóvil, es conveniente equipar cadenas en las cuatro ruedas; excepto si el fabricante indica lo contrario, como es el caso de vehículos deportivos de propulsión trasera y gran cilindrada.
También hay que tener en cuenta que las cadenas están diseñadas para un tamaño específico de rueda. Por lo que hay que mirar en las instrucciones de éstas con el fin de ver el tamaño de ruedas para las que están diseñadas.

## Funcionamiento
Es muy sencillo comprender el funcionamiento de las cadenas. El principio de funcionamiento se basa en un aumento del coeficiente de rozamiento, o de fricción, entre el neumático y el pavimento cubierto de nieve o hielo. El coeficiente de rozamiento neumático-asfalto, es lo que popularmente se conoce como agarre del neumático. En condiciones normales, el coeficiente de rozamiento entre neumático y asfalto es idóneo (entre 0.4 y 0.6), pero al producirse nevadas y/o heladas, el coeficiente de rozamiento disminuye sustancialmente, generando la pérdida de tracción y maniobrabilidad, y la consiguiente pérdida de control sobre el vehículo:
- En el caso de cadenas de eslabones sobre hielo, cuyo coeficiente de rozamiento es muy elevado, pero solo en los puntos donde cada eslabón entra en contacto con el pavimento, al circular sobre un pavimento helado, los eslabones de la cadena se incrustan en la placa de hielo presente, aumentando el coeficiente de rozamiento, y la capacidad de tracción del vehículo . Al mismo tiempo, se libera así una porción de hielo húmedo, que aunque sigue siendo deslizante, ofrece mayor agarre al neumático.
- En el caso de cadenas de eslabones sobre nieve, la cadena se interpone al neumático y al asfalto y actúa como una escalera al colocar más fricción, debido al acero en contacto con el pavimento.
- En el caso de cadenas textiles sobre nieve, estas presentan un menor coeficiente de rozamiento por unidad de superficie, pero este aumento se extiende por toda la superficie del neumático en contacto con el pavimento, consiguiendo un mejor agarre.

## Posibles fallos y roturas
- Conducción demasiado rápida. Las cadenas no soportan circular a más de 50 km/h.
- Conducción sobre asfalto seco. Las cadenas se deterioran rápidamente sobre superficies inadecuadas.
- Ajuste poco firme. Se deben reajustar los tensores de las cadenas a unos pocos metros de haberlas colocado, moviendo el coche despacio. Se podrían enrollar en el eje de transmisión causando una costosa avería.
- Tensores necesarios o innecesarios. La mayoría de cadenas necesitan tensores, si no se usan se descolocan. Las que no los necesitan, si se ponen, pueden resultar gravemente dañadas.
- Desgaste natural. Algunas fuentes citan que su duración se reduce a unos 500 km.

## Cuidados tras su uso
Con las cadenas clásicas, hay que procurar limpiarlas posteriormente a su uso lo antes posible, con agua caliente, con objeto de eliminar la sal que se esparce por carreteras en época invernal, ya que dichos los cloruros de las sales atacan y corroen el acero. Después, empaquetarlas bien en su caja en un lugar seco y accesible en el maletero del vehículo.

## Opciones
Existe en el mercado alternativas a las tradicionales cadenas. Las más conocidas son las fundas de tela. Legalmente sustituyen a las cadenas, pero han de retirarse inmediatamente después de desaparecer la nieve. También existe un dispositivo en forma de araña, que se sujeta al tornillo de la llanta y que se abraza al neumático. Se colocan en pocos segundos y su eficacia es muy buena. Rondan los 400 €. También hay algunas que sustituyen la cadena por un cable de acero; su funcionamiento es idéntico. Finalmente existe también unos aerosoles antideslizantes por unos 5 €. Los mismos fabricantes advierten que son sólo para salir de un apuro puntual.